# Liste der Gewässer im Flusssystem des Sandbachs
Die Liste der Gewässer im Flusssystem des Sandbachs umfasst die direkten und indirekten Zuflüsse des Sandbachs, der im Oberlauf Bühlot genannt wird. Der rund 29 km lange Fluss verläuft durch den Landkreis Rastatt zwischendurch auch kurz in der kreisfreien Stadt Baden-Baden in Baden-Württemberg. Das Gewässer entspringt im Nordschwarzwald unweit der Schwarzwaldhochstraße und tritt bei Bühl in die Oberrheinische Tiefebene ein, durch die es – durch menschliche Eingriffe erheblich verändert – bis nach Iffezheim fließt. Dort mündet es über die Acher in den Rhein.

## Übersicht
Tabelle der Sandbach-Zuflüsse mit einem Einzugsgebiet über 4 km², des abzweigenden Sandbach-Flutkanals und des  Sandbachs selbst. Mit Namen, Fließgewässerkennzahl (GKZ), Mündungsseite, Stationierung der Zuflussstelle (von der Mündung des Sandbachs selbst aufwärts gerechnet), Länge und Einzugsgebiet (EZG) nach den Daten der amtlichen Gewässerkarte. Orte und Höhen nach der amtlichen topographischen Karte.
Nachweise für diesen Übersichts-Abschnitt finden sich in der darauffolgenden → Hierarchische Liste der Zuflüsse und Seen oder in den schon bestehenden Einzelartikeln. Die Onlinekarte (mit topographischem Hintergrundlayer und Gewässerlayern), zu der ein Link zu Beginn der → Einzelnachweisen ganz unten führt, zeigt ein Gesamtbild des Einzugsgebietes.
| Name                | GKZ       | Seite  | Stat. m | Länge km | EZG km²   | Mündung Ort                | m ü. NHN | Ursprung Ort             | m ü. NHN |
| ------------------- | --------- | ------ | ------- | -------- | --------- | -------------------------- | -------- | ------------------------ | -------- |
| Wiedenbach          | 235728-12 | rechts | 24.723  | ca. 03,2 | ca. 06,2  | ⊙ bei Bühlertal-Sickenwald | 355      | ⊙ bei Sand               | 728      |
| Hirschbach          | 235728-14 | rechts | 22.636  | ca. 03,5 | ca. 06,4  | ⊙ bei Bühlertal-Obertal    | 260      | ⊙ bei Schwanenwasen      | 635      |
| Sandbach-Flutkanal  | 23579244  | links  | 12.672  | ca. 06,0 | ca. –     | ⊙ bei Vimbuch              | 129      | ⊙ östlich von Schwarzach | 123      |
| Rittgraben          | 235728-18 | rechts | 11.402  | ca. 03,4 | ca. 09,0  | ⊙ bei Weitenung            | 126      | ⊙ westlich von Bühl      | 130      |
| Steinbach           | 235728-2  | rechts | 10.771  | ca. 09,0 | ca. 15,1  | ⊙ bei Weitenung            | 127      | ⊙ beim Sollsberg         | 496      |
| Grünbach            | 235728-4  | rechts | 09.717  | ca. 07,5 | ca. 12,1  | ⊙ bei Müllhofen            | 125      | ⊙ An der Lache           | 392      |
| Stockmattengraben   | 235728-52 | rechts | 07.986  | ca. 04,1 | ca. 04,6  | ⊙ bei Halberstung          | 124      | ⊙ bei Ebenung            | 206      |
| Sinzheimer Dorfbach | 235728-54 | rechts | 06.065  | ca. 04,5 | ca. 04,5  | ⊙ bei Tiefenau             | 122      | ⊙ bei Vormberg           | 273      |
| Ooskanal            | 235728-56 | rechts | 04.655  | ca. 03,3 | ca. 08,1  | ⊙ bei Kartung              | 122      | ⊙ in Oos                 | 129      |
| Schinlingraben      | 235728-6  | links  | 03.129  | ca. 06,7 | ca. 17,8  | ⊙ im Hardtwald             | 122      | ⊙ bei Leiberstung        | 123      |
| Sandbach            | 235728    | –      | –       | ca. 29,2 | ca. 120,8 | ⊙ bei Iffezheim            | 116      | ⊙ beim Pfrimmackerkopf   | 855      |

## Hierarchische Liste der Zuflüsse und Seen
Hierarchische Liste der Zuflüsse und  Seen von der Quelle zur Mündung. Gewässerlänge, Seefläche, Einzugsgebiet und Höhe nach den entsprechenden Layern auf der Onlinekarte der LUBW. Andere Quellen für die Angaben sind vermerkt.
Auswahl, unvollständig.
Ursprung der Bühlot auf etwa 855 m ü. NHN etwa 0,9 km westsüdwestlich des Pfrimmacherkopfes.
- (Waldbach aus dem Gewann Windeck), von rechts und Südosten auf etwa 650 m ü. NHN, 0,8 km und ca. 0,5 km². Entsteht auf etwa 843 m ü. NHN im Gewann Windeck.
- (Waldbach vom Schwabenbrunnen), von rechts und Südosten auf etwa 560 m ü. NHN etwas vor der ersten Tallichtung, 1,9 km und ca. 0,8 km². Entspringt auf etwa 950 m ü. NHN etwas über der Schwarzwaldhochstraße dem Schwabenbrunnen unterm Pfrimmacherkopf.
- Rotwässerle, von rechts und Südosten auf etwa 500 m ü. NHN in der ersten Tallichtung vor Bühlertal-Schafhof, 1,5 km und ca. 0,8 km². Entsteht auf etwa 850 m ü. NHN zwischen Heidekopf und Nickersberg.

### Wiedenbach bis Hirschbach
- Wiedenbach, von rechts und Ostsüdosten auf etwa 355 m ü. NHN bei Bühlertal-Sickenwald, 3,2 km und 6,2 km².[LUBW 5] Entsteht auf etwa 788 m ü. NHN zwischen Sand und dem Bärenfels.
  - (Waldbach von der Schwarzwaldhochstraße), von rechts und Osten auf etwa 628 m ü. NHN über der Talserpentine der L 63, 0,7 km und über 0,3 km². Entsteht auf etwa 785 m ü. NHN am Hang unter der Schwarzwaldhochstraße gegenüber einer Parkseitenschlinge.
  - (Waldbach von der Schwarzwaldhochstraße), von rechts und Nordosten auf etwa 585 m ü. NHN unter der Talserpentine der L 63, 0,6 km und unter 0,2 km². Entsteht auf etwa 780 m ü. NHN.
  - (Waldbach von der Schwarzwaldhochstraße), von rechts und Nordosten auf etwa 550 m ü. NHN, 0,5 km und ca. 0,1 km². Entsteht auf etwa 760 m ü. NHN.
  - (Waldbach von der Schwarzwaldhochstraße), von rechts und Nordosten auf etwa 516 m ü. NHN, 0,8 km und ca. 0,2 km². Entsteht auf etwa 770 m ü. NHN bei Bühlertal-Oberer Plättig an der Schwarzwaldhochstraße.Gertelbachfälle

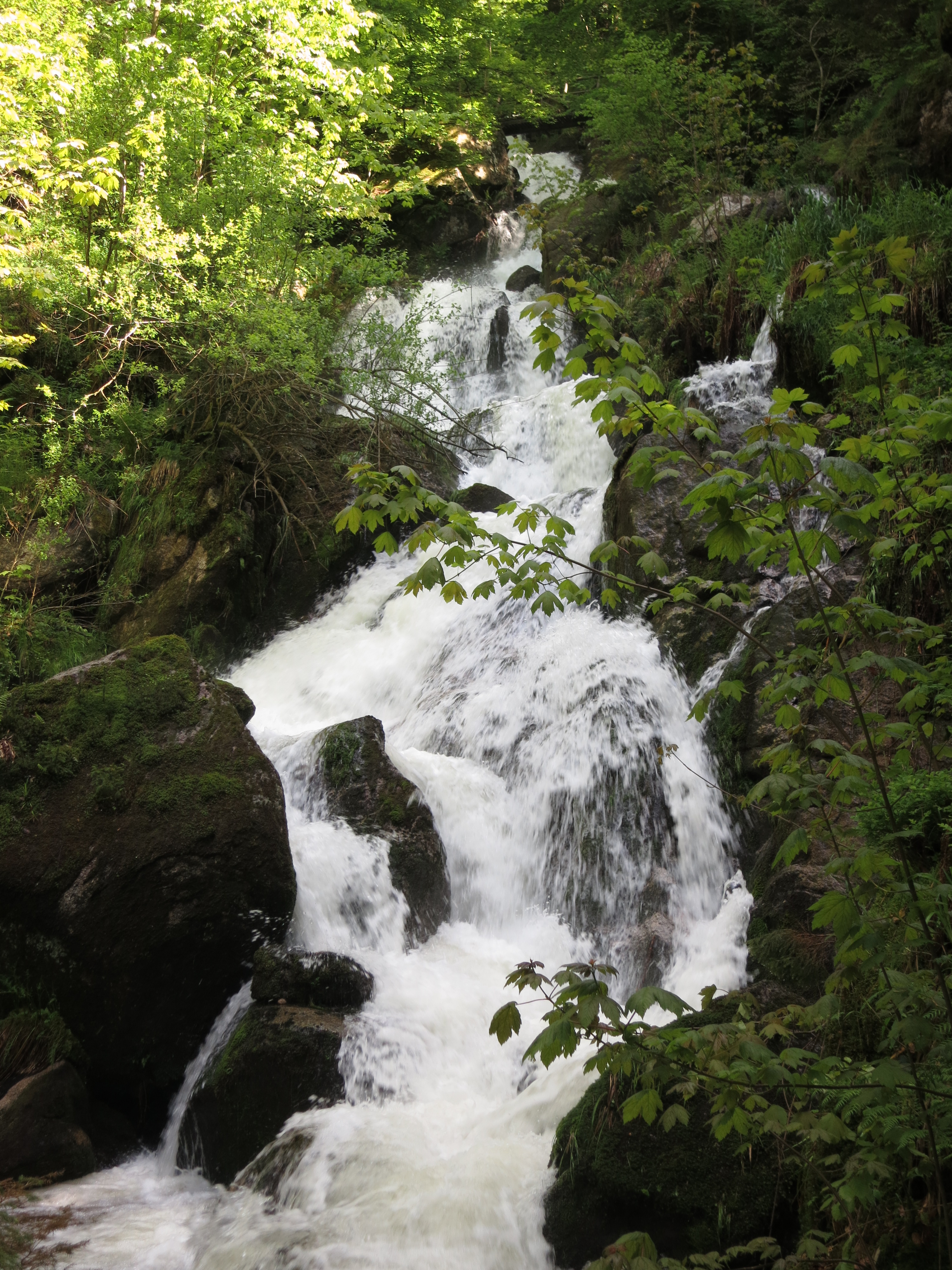
Gertelbachfälle

  - Gertelbach, von links und Südsüdosten auf etwa 438 m ü. NHN bei Bühlertal-Gertelbach, 2,5 km und ca. 3,3 km². Entspringt auf etwa 840 m ü. NHN unter der Schwarzwaldhochstraße nordwestlich von Bühlertal-Hundseck.
Dieser Zufluss ist länger und einzugsgebietsreicher als der Oberlauf des Wiedenbachs bis dorthin.
    - (Waldbach), von rechts und Osten auf etwa 690 m ü. NHN wenig vor dem nächsten, 0,8 km und ca. 0,5 km². Entsteht auf etwa 820 m ü. NHN.
    - (Waldbach aus dem Gewann Hoh), von links und Südsüdwesten auf etwa 685 m ü. NHN östlich des Granitbruchs am Nickersberg-Unterhang, 1,2 km und ca. 0,6 km². Entsteht auf etwa 895 m ü. NHN nordöstlich des Pfrimmacherkopfs neben der Schwarzwaldhochstraße.
    - Anschließend läuft der Gertelbach über die Gertelbachfälle.
- Grünebächle, von links und Süden auf etwa 320 m ü. NHN bei Bühlertal-Hof, 1,2 km und ca. 0,8 km². Entsteht auf etwa 465 m ü. NHN bei Bühlertal-Wolfsbrunnen.Das Bühlottal in Bühlertal. Vor der Kirche in Bildmitte von links das Eichwaldbächle

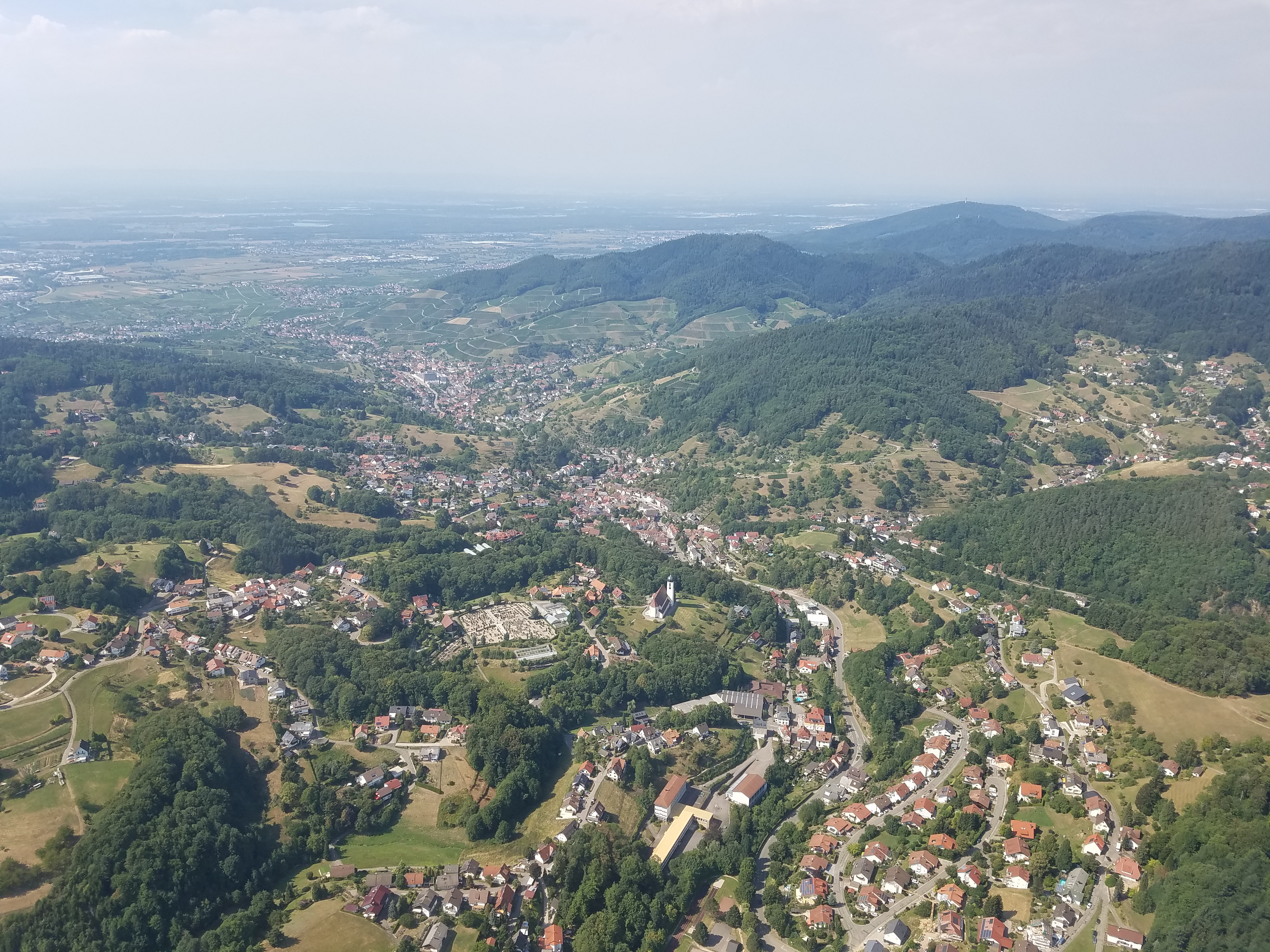
Das Bühlottal in Bühlertal. Vor der Kirche in Bildmitte von links das Eichwaldbächle

- Eichwaldbächle, von links und Westsüdwesten auf etwa 295 m ü. NHN in Bühlertal-Eichwald, 1,3 km und ca. 0,8 km². Entsteht auf etwa 370 m ü. NHN wenig nordwestlich von Bühlertal-Steckenhalt.

### Hirschbach bis Sandbach-Flutkanal
- Hirschbach, von rechts und Ostnordosten auf unter 260 m ü. NHN in Bühlertal-Obertal, 3,5 km und 6,4 km².[LUBW 5] Entsteht auf etwa 635 m ü. NHN bei Bühlertal-Schwanenwasen an der Schwarzwaldhochstraße.
  - Flotzenbach, von links und Ostsüdosten auf unter 320 m ü. NHN am Ortsanfang von Bühlertal-Hirschbach, 2,4 km und ca. 1,9 km². Entsteht auf etwa 765 m ü. NHN bei Oberer Plättig.
    - (Waldbach aus dem Gewann Rotwasserebene), von rechts und Osten auf etwa 450 m ü. NHN noch im Wald, 2,0 km und ca. 0,5 km². Entsteht auf etwa 710 m ü. NHN nördlich von Bühlertal-Bühlerhöhe.

  - Büchelbach, von rechts und Nordosten auf etwa 270 m ü. NHN bei Bühlertal-Butschenberg, 2,5 km und ca. 2,1 km². Entspringt auf etwa 620 m ü. NHN im Gewann Hochwald.
- (Kanal beim Schwimmbad), nach und von rechts vor und nach dem Schwimmbad in Bühlertal, über 0,2 km.
- (Kanal an der ehemaligen Geisermühle), nach und von rechts, unter 0,1 km.
- Wolfersbach, von links und Südsüdwesten in Bühlertal-Untertal, 1,2 km und ca. 0,9 km². Entsteht auf über 350 m ü. NHN über dem Mittelbergstadion in Bühlertal.
  - Schwarzenbach, von links und Südwesten in Untertal, 0,9 km und ca. 0,5 km². Entspringt auf unter 360 m ü. NHN bei Bühlertal-Klotzberg.
- Liehenbach, von rechts und Nordosten auf etwa 195 m ü. NHN in Untertal, 2,0 km und 2,9 km².[LUBW 5] Entsteht auf etwa 315 m ü. NHN vor Bühlertal-Wintereck.
  - Wolfinbach, von links und Ostnordosten in Bühlertal-Liehenbach, 1,7 km und ca. 1,3 km². Entspringt auf etwa 420 m ü. NHN zwischen Wintereckkopf und Kälbelskopf.
- Schartenbach, von rechts und Nordnordosten auf unter 190 m ü. NHN zwischen Bühlertal-Matthäuser Schmelz und Bühl-Altschweier, 1,4 km und 0,8 km².[LUBW 5] Entspringt auf etwa 335 m ü. NHN in der Lichtung Schönmatten südsüdwestlich des Schartenbergs (528,2 m).
- (Mühlkanal der Rohrhirschmühle), nach und von rechts in Altschweier, etwas über 0,1 km.
- (Mühlkanal der Ölmühle Fritz), nach und von rechts auf rund 150 m ü. NHN in Altschweier, unter 0,2 km.

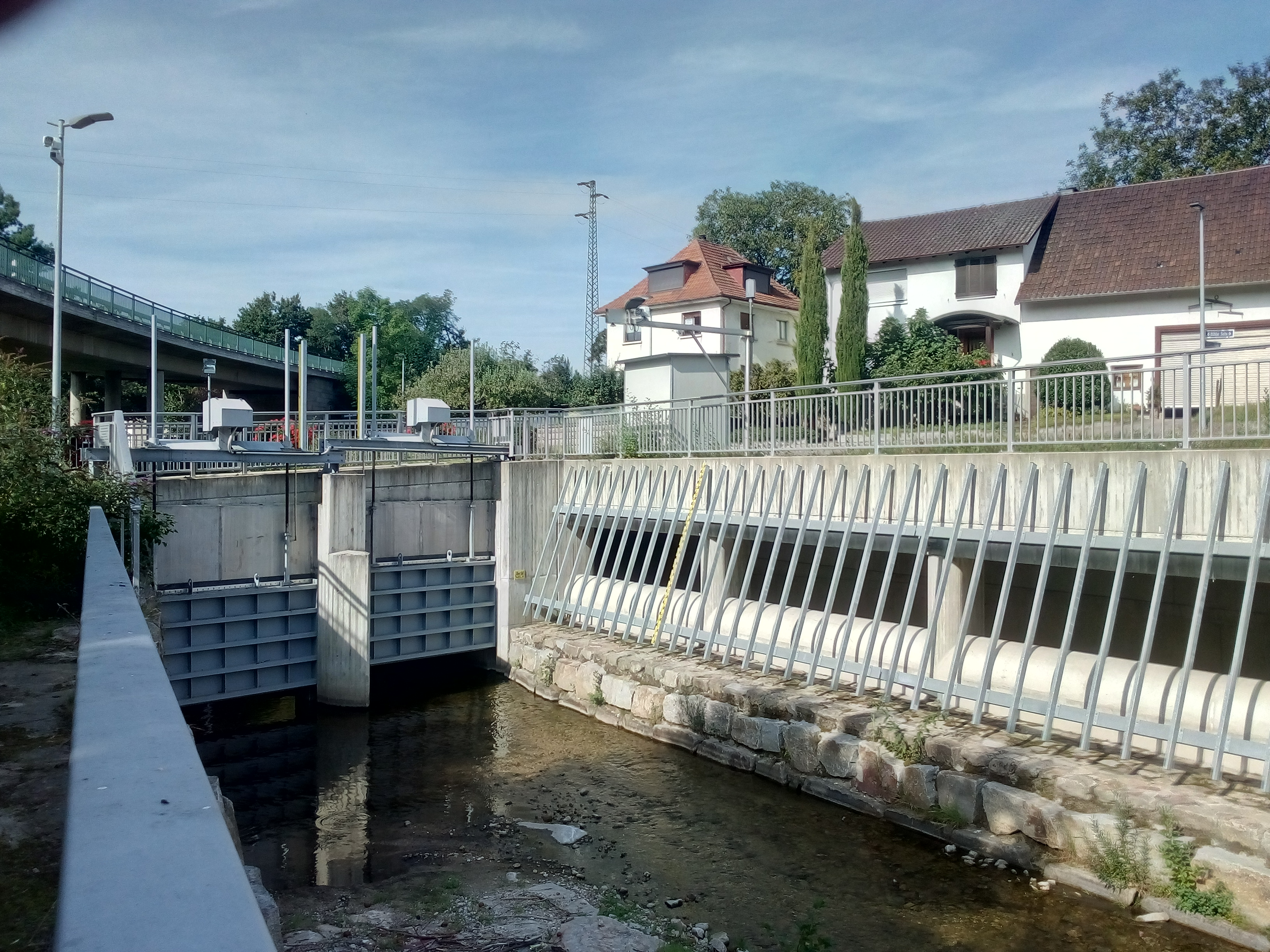
Abzweigbauwerk der Hochwasserentlastung Bühlot

- → (Abgang der Hochwasserentlastung Bühlot) nach rechts auf etwa 145 m ü. NHN unterhalb von Altschweier, 2,0 km. Tunnel für den Hochwasserschutz der Bühler Innenstadt, Rückfluss zum Sandbach über Steingraben, Engertgraben und Rittgraben, siehe unten.
- Kuhbach, von links und Südosten auf unter 140 m ü. NHN in Bühl nahe der Kappelwindeckstraße, 1,5 km und  0,8 km². Entsteht auf über 180 m ü. NHN in Bühl-Hohbaum. Meist verdolt.
- → (Abgang des Kirchgassgrabens), nach rechts in Bühl am Stadtgarten.

Nach der Unterquerung der Rheintalbahn endet der Oberlaufabschnitt Bühlot, der Fluss wird nun Sandbach genannt.
- ← (Rückfluss des Kirchgassgrabens), von rechts auf über 130 m ü. NHN kurz vor der B 3 am Westrand von Bühl, 1,0 km und über 0,2 km².[LUBW 5]

### Sandbach-Flutkanal bis Rittgraben
- → (Abgang der Sandbach-Flutkanals), nach links auf circa 129 m ü. NHN am Ortsende von Vimbuch.
  - ☓ Überquert den Vimbucher Dorfbach (auch Rohrgraben), siehe unten.
  - ☓ Überquert den Sulzbach genannten Unterlauf des Sasbachs.

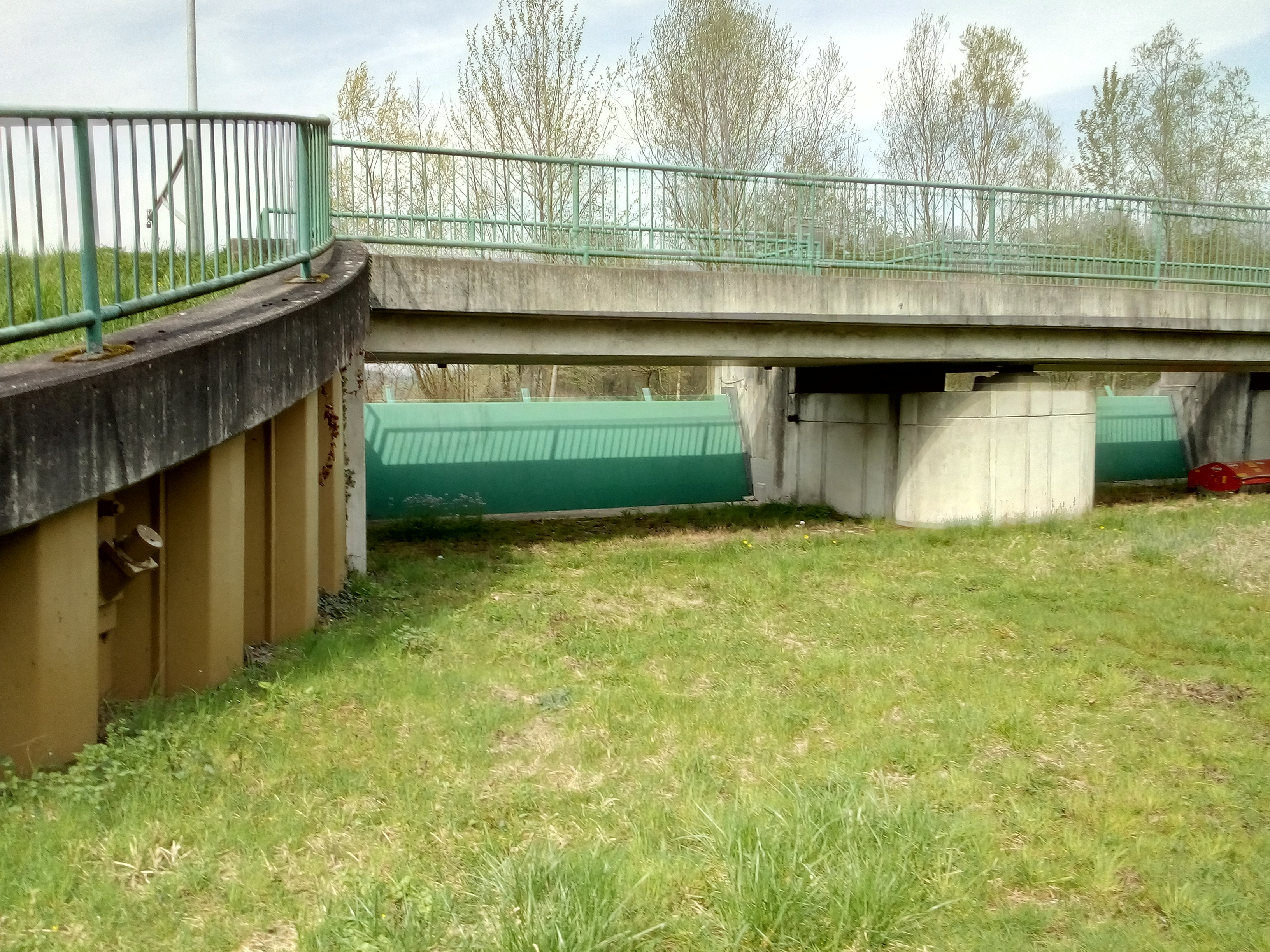
Hochwasserentlastungsanlage des Rückhalteraums Abtsmoor.

  - Durchfließt den nicht dauereingestauten Hochwasserrückhalteraum Abtsmoor mit einem gewöhnlichen Hochwasserrückhalteraum von 2,2 Millionen m³.[LUBW 6]Hochwasserentlastungsanlage des Rückhalteraums Abtsmoor.
    - Hochwasserentlastungsanlage im Westen des Abtsmoors im Gewann Wolfshag.
    - Einer der beiden Grundauslässe im Norden des Rückhaltebeckens bei den Kirschschollenmatten zu einem namenlosen Graben, der sich am nördlichen Damm des Rückhaltebeckens entlangzieht und westlich von Leiberstung in den Sulzbach mündet.

  - Passiert den Grundauslass im Südwesten des Rückhaltebeckens Abtsmoor im Gewann Untergrütt.
  - ☓ Unterquert den Laufbach.
  - Mündung des Sandbach-Flutkanals (im Unterlauf auch Vorflutgraben Abtsmoor) nach 6,0 km von rechts und Südosten in den Scheidgraben auf etwa 123 m ü. NHN im Gewann Grabenort.

### Rittgraben bis Steinbach
- Rittgraben, von rechts auf etwa 126 m ü. NHN südlich von Weitenung, 3,4 km und ca. 9,0 km².[LUBW 7] Entsteht auf etwa 130 m ü. NHN am Stadtrand von Bühl in den Sandbachmatten.
  -  Passiert auf etwa 129 m ü. NHN den am rechten Ufer liegenden Ehletsee, 1,0 ha.
  -  Passiert auf etwa 129 m ü. NHN den am linken Ufer liegenden Moritzsee, 1,4 ha.
  - Froschgraben (auch Froschbächle), von rechts auf etwa 128 m ü. NHN bei der L 85 am Stadtrand von Bühl, 2,4 km und ca. 2,0 km².[LUBW 5] Entsteht auf etwa 133 m ü. NHN am Stadtrand von Bühl unweit der Einmündung des Kirchgassgrabens in den Sandbach.Grundauslass und Hochwasserentlastungsanlage des Hochwasserrückhaltebeckens 19

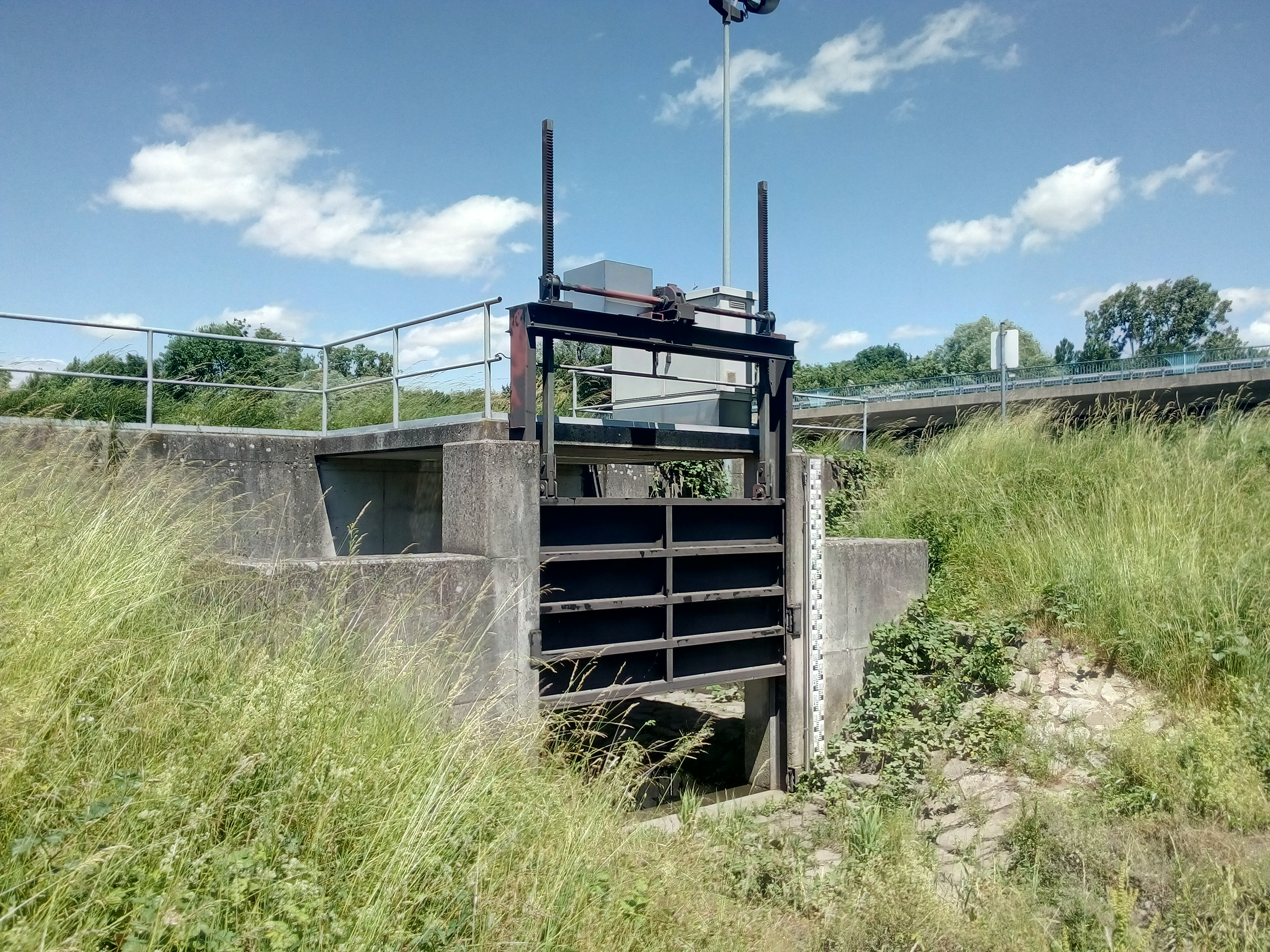
Grundauslass und Hochwasserentlastungsanlage des Hochwasserrückhaltebeckens 19

    - Durchfließt das nicht dauereingestaute Hochwasserrückhaltebecken 19 mit einem gewöhnlichen Hochwasserrückhalteraum von 20.600 m³.[LUBW 8]

  - Durchfließt das nicht dauereingestaute Hochwasserrückhaltebecken 20 mit einem gewöhnlichen Hochwasserrückhalteraum von 23.800 m³.[LUBW 9]
  - Engertgraben (im Oberlauf Eisentaler Dorfbach, im Unterlauf auch Hasenklammgraben), von rechts auf etwa 127 m ü. NHN im Gewann Stockmatten, 4,3 km und ca. 5,1 km².[LUBW 5] Entsteht auf etwa 178 m ü. NHN am östlichen Ortsrand von Affental im
    - nicht dauereingestauten Hochwasserrückhaltebecken 12 mit einem gewöhnlichen Hochwasserrückhalteraum von 1.450 m³.[LUBW 10]
    - Krummenbach, von rechts auf etwa 152 m ü. NHN im Ort Affental, 0,3 km. Entsteht auf etwa 164 m ü. NHN am östlichen Ortsrand von Affental im
      - nicht dauereingestauten Hochwasserrückhaltebecken 13 mit einem gewöhnlichen Hochwasserrückhalteraum von 2.600 m³.[LUBW 11]

    - Krebsbächel, von rechts auf etwa 143 m ü. NHN in Müllental, 1,0 km. Entsteht auf etwa 180 m ü. NHN am östlichen Ortsrand von Eisental.
      - Durchfließt das nicht dauereingestaute Hochwasserrückhaltebecken 8 mit einem gewöhnlichen Hochwasserrückhalteraum von 10.340 m³.[LUBW 12]

    - Steingraben, von links auf etwa 131 m ü. NHN östlich der Rheintalbahn, 1,3 km. Entsteht auf etwa 148 m ü. NHN zwischen den Gewannen Hungerbosch und Vogelsang.
      - Durchfließt das nicht dauereingestaute Hochwasserrückhaltebecken 9 mit einem gewöhnlichen Hochwasserrückhalteraum von 3.200 m³.[LUBW 13]Tunnelportal der Hochwasserentlastung Bühlot

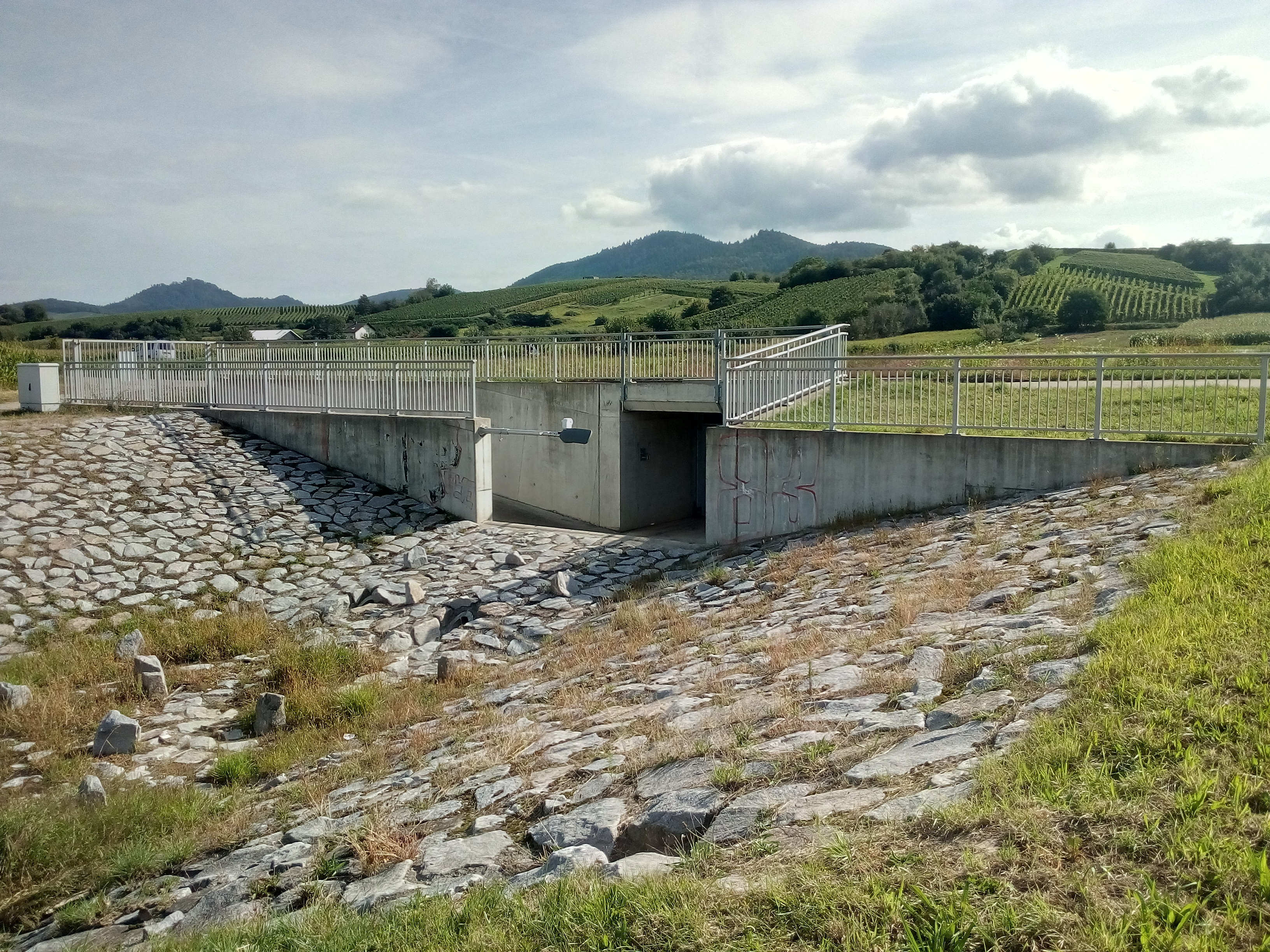
Tunnelportal der Hochwasserentlastung Bühlot

      - ← (Rückfluss der Hochwasserentlastung Bühlot), von links auf etwa 131 m ü. NHN östlich der Rheintalbahn, 2,0 km. Entsteht auf etwa 145 m ü. NHN als Abzweig von der Bühlot, siehe oben.

    - Durchfließt das nicht dauereingestaute Hochwasserrückhaltebecken 10 Bühl-Eisental mit einem gewöhnlichen Hochwasserrückhalteraum von 437.000 m³.[1]
    - Hasenklammgraben, von links auf etwa 129 m ü. NHN westlich von B 3 und Rheintalbahn im Gewann Oberes Zeisrod, 1,5 km. Entsteht auf etwa 140 m ü. NHN an der alten B 3 westlich des Burkhartsbergs.
- Durchfließt das nicht dauereingestaute Hochwasserrückhaltebecken 21 – Sandbach mit einem gewöhnlichen Hochwasserrückhalteraum von 69.200 m³.[LUBW 14]
- Vimbucher Dorfbach (auch Rohrgraben), von links auf etwa 127 m ü. NHN bei Weitenung, 4,4 km. Entsteht auf etwa 131 m ü. NHN nahe der Ortsmitte von Oberweier.

### Steinbach bis Grünbach
- Steinbach, von rechts auf etwa 127 m ü. NHN bei Weitenung, 9,0 km und ca. 15,1 km².[LUBW 7] Entsteht auf etwa 496 m ü. NHN nordöstlich des Kälbelkopfes.
  -  Bei der Mündung des Lochmattengrabens auf etwa 260 m ü. NHN 5 Teiche mit zusammen 0,08 ha.
  - Lochenmattengraben, von rechts auf etwa 253 m ü. NHN westlich des Brandbuckels, 6,7 km. Entsteht auf etwa 337 m ü. NHN am östlichen Ende der Lochmatten.
  - Durchfließt das nicht dauereingestaute Hochwasserrückhaltebecken 1 mit einem gewöhnlichen Hochwasserrückhalteraum von 16.000 m³.[LUBW 15]
  - Sassenbach, von rechts auf etwa 240 m ü. NHN am östlichen Ortsende von Neuweier, 2,4 km und ca. 2,2 km².[LUBW 5] Entsteht auf etwa 420 m ü. NHN im Tal Schwarzwässerle unterhalb der Waldhütte An der Lache.
    - (Waldbach), von links auf etwa 273 m ü. NHN in den Sasenbachmatten, 1,1 km. Entsteht auf etwa 352 m ü. NHN südwestlich des Waldgebietes Dörnsel.
      - (Bach von den Hüttenmatten), von rechts auf etwa 280 m ü. NHN in den Sasenbachmatten, 0,9 km. Entsteht auf etwa 413 m ü. NHN oberhalb der Hüttenmatten.

  -  Links des Steinbachs auf etwa 221 m ü. NHN ein Teich, 0,06 ha.
  - Ammelbach, von links auf etwa 205 m ü. NHN in Neuweier südlich des Walddistrikts Yberg, 1,0 km und ca. 0,6 km².[LUBW 5] Entsteht auf etwa 385 m ü. NHN östlich des Schartenbergs.
  - Karrenbach, von rechts auf etwa 197 m ü. NHN in Neuweier südlich der Dursthalde, 1,4 km und ca. 0,9 km².[LUBW 5] Entsteht auf etwa 343 m ü. NHN nördlich der Hintermatten.
    -  An einem linken Nebenbach des Karrenbachs auf etwa 315 m ü. NHN ein Teich, 0,05 ha.
    -  Durchfließt auf etwa 230 m ü. NHN einen Teich, 0,05 ha.
    - Durchfließt das nicht dauereingestaute Hochwasserrückhaltebecken 3 mit einem gewöhnlichen Hochwasserrückhalteraum von 3.000 m³.[LUBW 16]

  - Gasseckbächel, von rechts auf etwa 184 m ü. NHN in Neuweier südlich des Vorder Altenbergs, 1,2 km und ca. 0,5 km².[LUBW 5] Entsteht auf etwa 330 m ü. NHN im Salmensgrund südlich der Burgruine Yburg.
  - Schartenbach, von links auf etwa 161 m ü. NHN südlich des Elsenbergs, 1,0 km und ca. 0,8 km².[LUBW 5] Entsteht auf etwa 213 m ü. NHN am Südrand von Neuweier in den Weinbergen.Abzweig des Steinbach-Flutkanals vom Steinbach

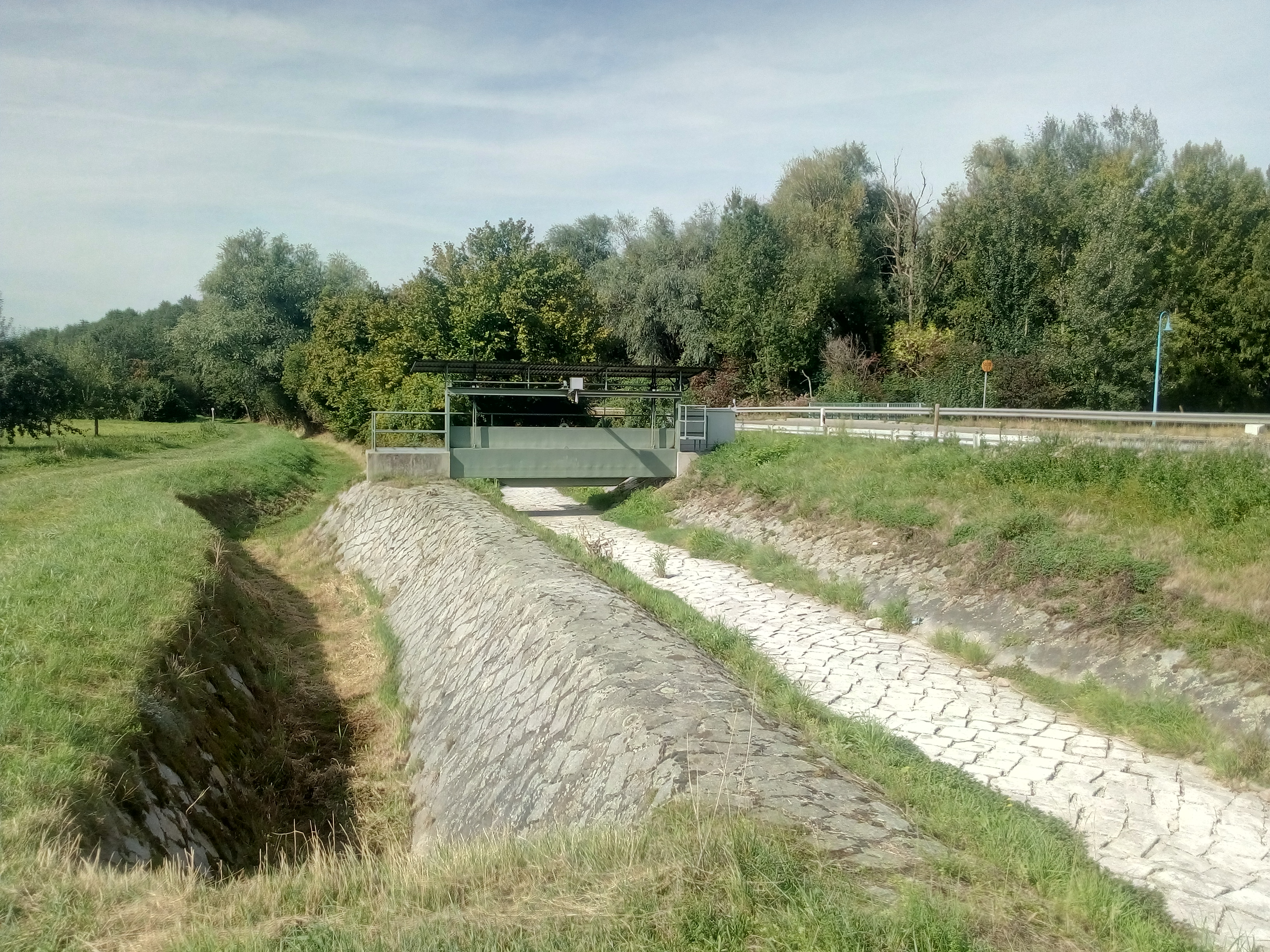
Abzweig des Steinbach-Flutkanals vom Steinbach

  - → (Abgang des Steinbach-Flutkanals), nach links auf etwa 135 m ü. NHN am Ostrand des Gewerbegebiets von Steinbach, 0,6 km.
  - Horrenbach (im Mittellauf Schöttlinggraben, im Unterlauf Bollgraben), von links auf etwa 128 m ü. NHN zwischen dem Gewerbegebiet von Steinbach und Weitenung, 4,5 km und ca. 3,2 km².[LUBW 5] Entsteht auf etwa 220 m ü. NHN an der L 84 (Eisental–Neuweier).
    - Durchfließt das nicht dauereingestaute Hochwasserrückhaltebecken 4 mit einem gewöhnlichen Hochwasserrückhalteraum von 12.500 m³.[LUBW 17]
    - ← (Rückfluss des Steinbach-Flutkanals), von rechts auf etwa 130 m ü. NHN an der Rheintalbahn südlich des Gewerbegebiets Steinbach, 0,6 km.
    - Durchfließt das nicht dauereingestaute Hochwasserrückhaltebecken 7 mit einem gewöhnlichen Hochwasserrückhalteraum von 90.000 m³.[LUBW 18]
- Weitenunger Dorfbach, von links auf etwa 125 m ü. NHN am Ortsrand von Weitenung, 2,8 km. Entsteht auf etwa 126 m ü. NHN nördlich der Autobahnanschlussstelle Bühl unweit des Sandbach-Flutkanals.

### Grünbach bis Stockmattengraben
- Grünbach, von rechts auf etwa 125 m ü. NHN zwischen Weitenung und Müllhofen, 7,5 km und ca. 12,1 km².[LUBW 7] Entsteht auf etwa 392 m ü. NHN nordwestlich der Waldhütte An der Lache im Distrikt Waldeneck. Waldenecksee

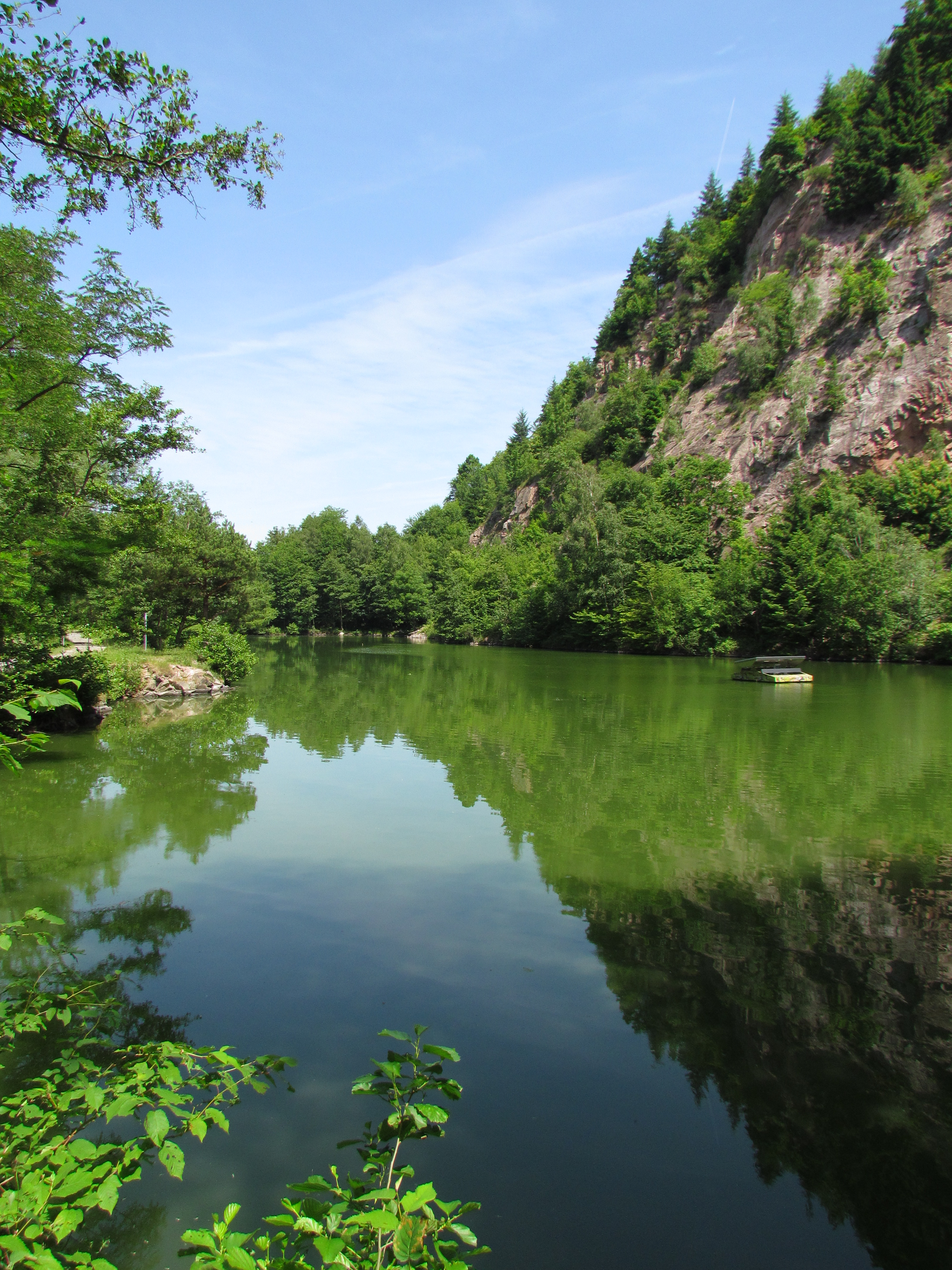
Waldenecksee

  -  Waldenecksee (auch Petersee), rechts in einem aufgelassenen Steinbruch[2] auf etwa 330 m ü. NHN und ca. 30 m über dem Talgrund, 1,1 ha.
  -  Durchfließt auf etwa 245 m ü. NHN einen Teich, 0,03 ha.
  - (Waldbach), von rechts auf etwa 230 m ü. NHN nördlich des Waldgebiets Eichgehren, 0,8 km. Entsteht auf etwa 290 m ü. NHN südlich der Entenstallhütte bei den Selighöfen.
  -  Passiert oder durchfließt auf etwa 209 m ü. NHN einen Gruppe von 5 Teichen, Gesamtfläche 1,4 ha.
  - Steinmättlebach, von rechts auf etwa 183 m ü. NHN nördlich der L 84a beim Gewann Am großen Sinegarten, 1,1 km und ca. 0,4 km².[LUBW 5]  Entsteht auf etwa 324 m ü. NHN südwestlich des Fremersbergs.
  - Durchfließt das nicht dauereingestaute Hochwasserrückhaltebecken 6 mit einem gewöhnlichen Hochwasserrückhalteraum von 40.100 m³.[LUBW 19]
  - Geroldshaldebach (im Oberlauf Steinmattenbächle), von links auf etwa 128 m ü. NHN an der Rheintalbahn im Naturschutzgebiet Korbmatten Baden-Baden, 2,7 km und ca. 1,9 km².[LUBW 5]  Entsteht auf etwa 175 m ü. NHN zwischen Varnhalt und Gallenbach (beide zu Baden-Baden).
    - Buchmattenbächle, von rechts auf etwa 159 m ü. NHN in der Ortsmitte von Gallenbach, 0,8 km. Entsteht auf etwa 227 m ü. NHN am Nordrand der Weingärten am Klosterberg.
    - Durchfließt das nicht dauereingestaute Hochwasserrückhaltebecken 16 mit einem gewöhnlichen Hochwasserrückhalteraum von 3.500 m³.[LUBW 20]

  - Durchfließt das nicht dauereingestaute Hochwasserrückhaltebecken 5 mit einem gewöhnlichen Hochwasserrückhalteraum von 13.000 m³.[LUBW 21]
  - Mührichbächle, von links auf etwa 127 m ü. NHN zwischen den Gewannen Riemettschollen und Äußere Ipfenung, 1,9 km und ca. 2,1 km².[LUBW 5]  Entsteht auf etwa 145 m ü. NHN am Ortsrand von Mührich.
    - Durchfließt das nicht dauereingestaute Hochwasserrückhaltebecken 11 mit einem gewöhnlichen Hochwasserrückhalteraum von 218.000 m³.[LUBW 22]

  - Alte Grünbach, von rechts auf etwa 126 m ü. NHN im Gewann Großfeld bei Müllhofen, 1,7 km und ca. 0,6 km².[LUBW 5]  Entsteht auf etwa 130 m ü. NHN am nordöstlichen Rand des Naturschutzgebietes Korbmatten-Im Mäthi.

### Stockmattengraben bis Sinsheimer Dorfbach

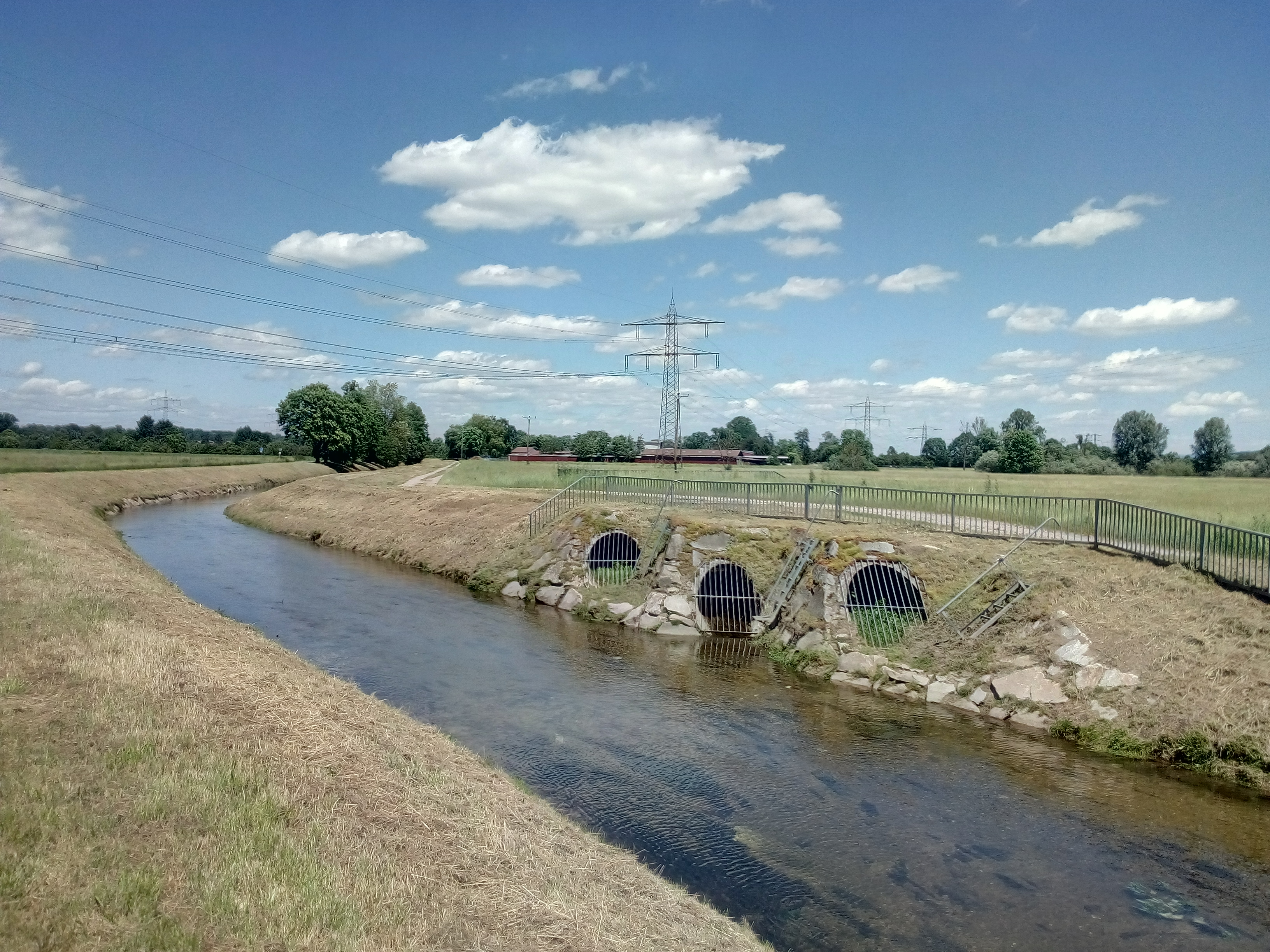
Abzweig des HW-Entlastungskanals Sandbach

- → (Abgang des HW-Entlastungskanals Sandbach), nach rechts auf etwa 125 m ü. NHN bei den Frohnmatten nördlich von Müllhofen, 1,1 km.
- Stockmattengraben (im Oberlauf Erlenboschbächel), von rechts auf etwa 124 m ü. NHN bei Sinzheim-Halberstung, 4,1 km und ca. 4,6 km².[LUBW 7] Entsteht auf etwa 206 m ü. NHN beim Weiler Ebenung.
  - ← (Rückfluss der Vormberger Dorfbachentlastung), von rechts auf etwa 127 m ü. NHN im Hochwasserrückhaltebecken 14, 0,6 km. Abzweig vom Vormberger Dorfbach (Oberlaufname des Sinzheimer Dorfbachs, siehe unten).
  - Durchfließt das Hochwasserrückhaltebecken 14 mit einem gewöhnlichen Hochwasserrückhalteraum von 85.000 m³ und einem Dauerstau, 0,17 ha.[LUBW 23]
  - (Bach von Kummerstung), von links auf etwa 127 m ü. NHN an der Fremersberghalle am Südrand von Sinzheim, 1,2 km und ca. 0,8 km².[LUBW 5]  Entsteht auf etwa 127 m ü. NHN südlich des Gehöfts Kummerstung.
  - Steckmattengraben, von rechts auf etwa 125 m ü. NHN im Gewann Steckmatten, 0,4 km und ca. 0,1 km².[LUBW 5]  Entsteht auf etwa 126 m ü. NHN am Südrand des Bebauungsgebiets von Sinzheim.
  - ← (Rückfluss des HW-Entlastungskanals Sandbach), von links auf etwa 125 m ü. NHN südwestlich des St. Vincent-Hofs, 1,1 km.

### Sinzheimer Dorfbach bis Ooskanal

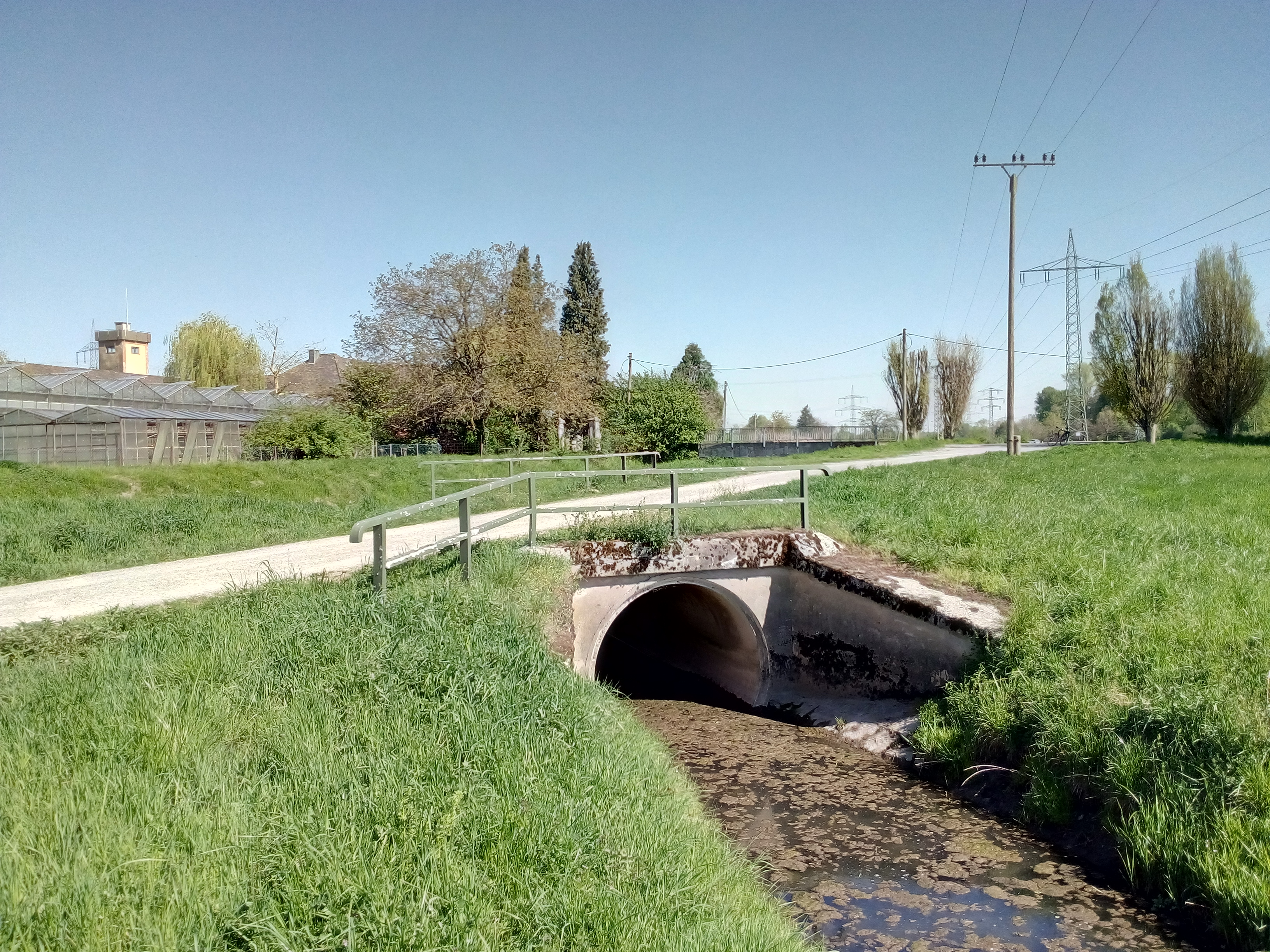
Durchlass an der Mündung des Sinzheimer Dorfbachs in den Sandbach

- Sinzheimer Dorfbach (im Oberlauf Vormberger Dorfbach), von rechts auf etwa 122 m ü. NHN am Hofgut Tiefenau, 4,5 km und ca. 4,5 km².[LUBW 5] Entsteht auf etwa 273 m ü. NHN östlich des Sinzheimer Ortsteils Vormberg im Waldgebiet Distrikt Fremersberg.Sinzheimer Bergsee

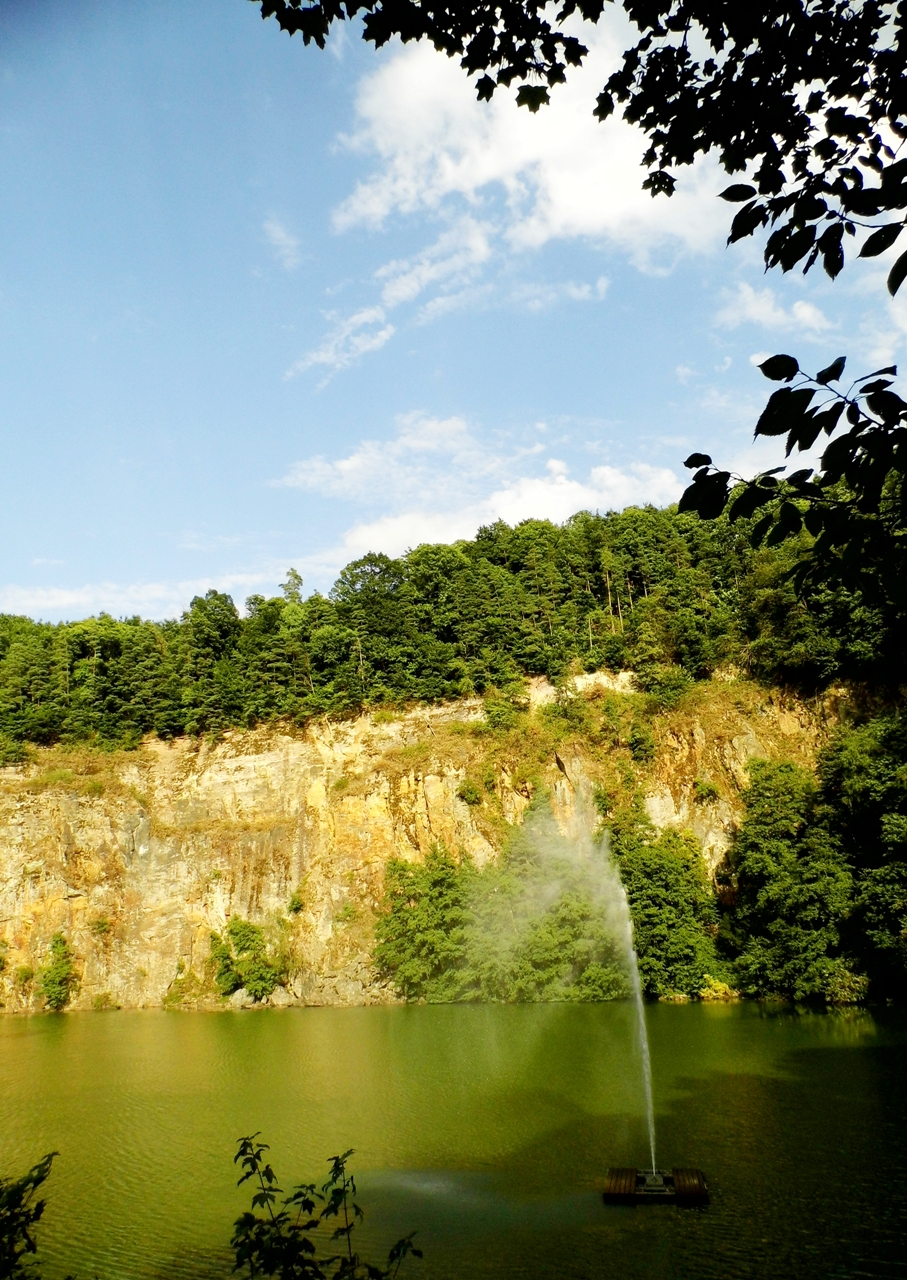
Sinzheimer Bergsee

  -  Bergsee, rechts in einem aufgelassenen Steinbruch[3] auf etwa 195 m ü. NHN und rund 30 m unter dem Talgrund, 1,8 ha.
  - (Bach von den Hofreben), von rechts auf etwa 148 m ü. NHN nahe der Ortsmitte von Vormberg, 0,6 km. Entsteht auf etwa 192 m ü. NHN am Ortsrand von Vormberg beim Weinberg Hofreben.
  - → (Abgang der Vormberger Dorfbachentlastung), nach links auf etwa 133 m ü. NHN am Schillerweg in Sinzheim, 0,6 km, siehe oben.
  - Passiert Sinzheim in einer langen Verdolung.
  - Riedgraben, von rechts auf etwa 126 m ü. NHN innerhalb der Verdolung, 0,7 km. Entsteht auf etwa 137 m ü. NHN im Ortsetter von Sinzheim südlich des Bergs Altenburg.
  - Hilzmattengraben, von rechts auf etwa 123 m ü. NHN im Gewann Röhrig, 1,2 km. Entsteht auf etwa 124 m ü. NHN am Haltepunkt Sinzheim Nord der Rheintalbahn.
  - Röhriggraben, von links auf etwa 123 m ü. NHN im Gewann Röhrig, 1,2 km. Entsteht auf etwa 123 m ü. NHN am Ortsrand von Sinzheim östlich des Gewanns Hurst.

### Ooskanal bis Schinlingraben

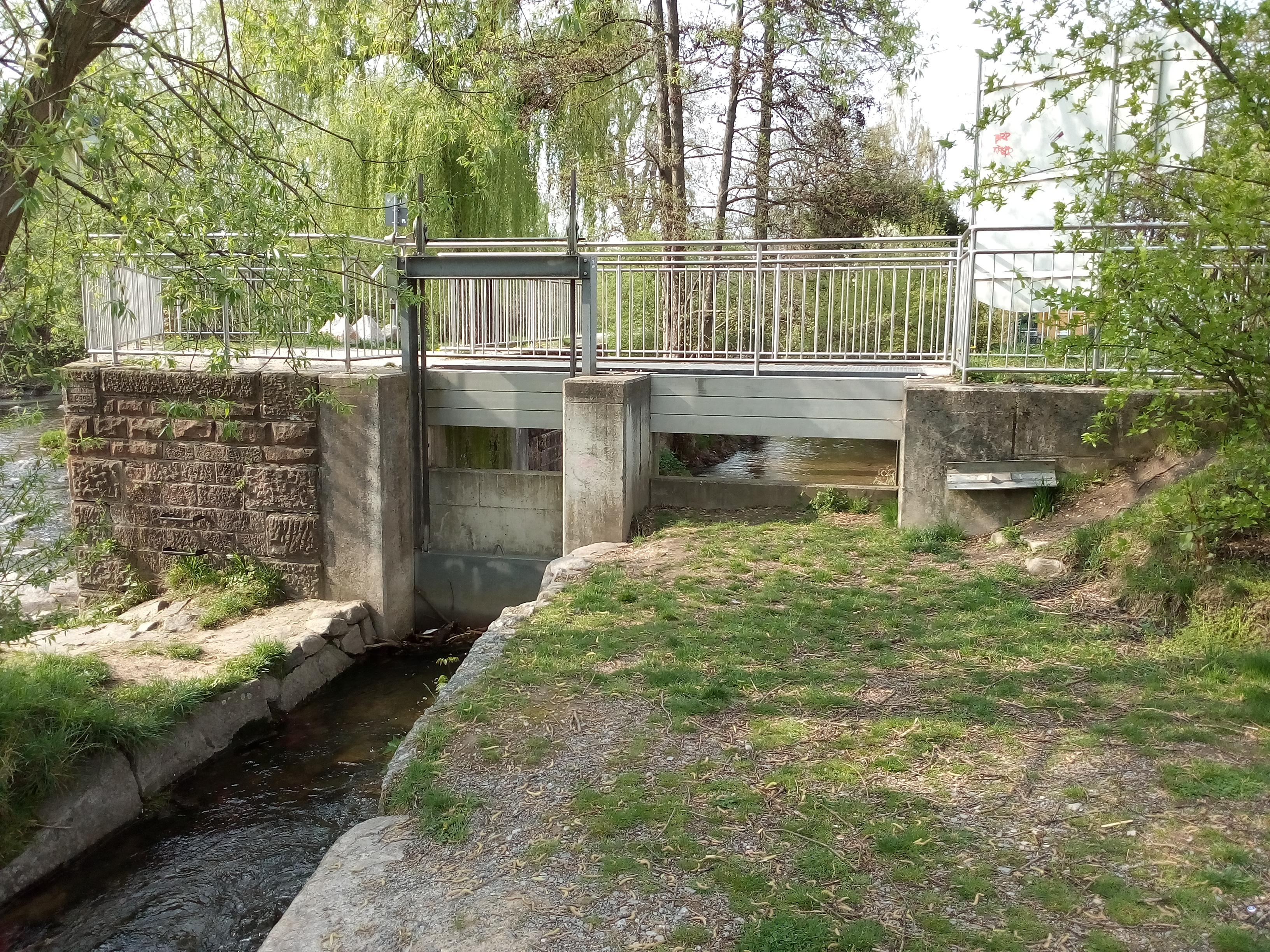
Wehr in der Oos am Abzweig des Ooskanals (links)

- Ooskanal, von rechts auf etwa 122 m ü. NHN am Südrand des Naturschutzgebietes Bruchgraben unweit der Bundesautobahn 5, 3,3 km und ca. 8,1 km².[LUBW 5]  Entsteht auf etwa 129 m ü. NHN als Abzweig vom Fluss Oos am Wörthböschelpark im Baden-Badener Stadtteil Oos.
  - → (Abgang des Kreithgrabens, im Unterlauf auch Bahnseitengraben), nach rechts auf etwa 127 m ü. NHN, 1,1 km. Folgt der stillgelegten Bahnstrecke Baden-Baden–Baden-Oos zum Bahnhof Baden-Baden, unterquert die Rheintalbahn und verläuft längs dieser Bahnstrecke zurück zum Ooskanal.
  - ← (Rückfluss des Kreithgrabens), von rechts auf etwa 126 m ü. NHN unterhalb der Brücke der Rheintalbahn.
  - Hohbach (auch Hohbächle), von links auf etwa 122 m ü. NHN unterhalb der Kläranlage von Baden-Baden, 4,9 km. Entsteht auf etwa 316 m ü. NHN westlich des Fremersbergs.
    - Passiert das nicht dauereingestaute Hochwasserrückhaltebecken 15 mit einem gewöhnlichen Hochwasserrückhalteraum von 24.300 m³.[LUBW 24]
    - Hohbächle Alt, von rechts auf etwa 122 m ü. NHN südlich der Kläranlage Baden-Baden, 1,6 km. Entsteht auf etwa 124 m ü. NHN in einem Gewerbegebiet an der Kreuzung der B 500 mit der B 3 und der Rheintalbahn.
      - Marbach, von rechts auf etwa 122 m ü. NHN südlich der Kläranlage Baden-Baden, 4,6 km. Entsteht auf etwa 303 m ü. NHN südwestlich des Kälbelskopfes.
        -  Passiert auf etwa 125 m ü. NHN einen See, rechts im Verbindungsbogen zwischen der B 500 und der B 3 gelegen, 0,8 ha.[LUBW 25]
- Bruchgraben, von rechts auf etwa 122 m ü. NHN direkt oberhalb der Brücke der Bundesautobahn 5 über den Sandbach, 3,3 km und ca. 3,5 km².[LUBW 5]  Entsteht auf etwa 122 m ü. NHN nördlich des Flugplatzes Baden-Oos.
  - ☓ Unterquert den Kreithgraben auf etwa 122 m ü. NHN, frühere Fortsetzung des heutigen Seitenarms des Ooskanals (siehe oben), Zufluss der Oos (im Unterlauf auch Oosbach oder Ooser Landgraben)

### Schinlingraben bis Sandbach-Mündung

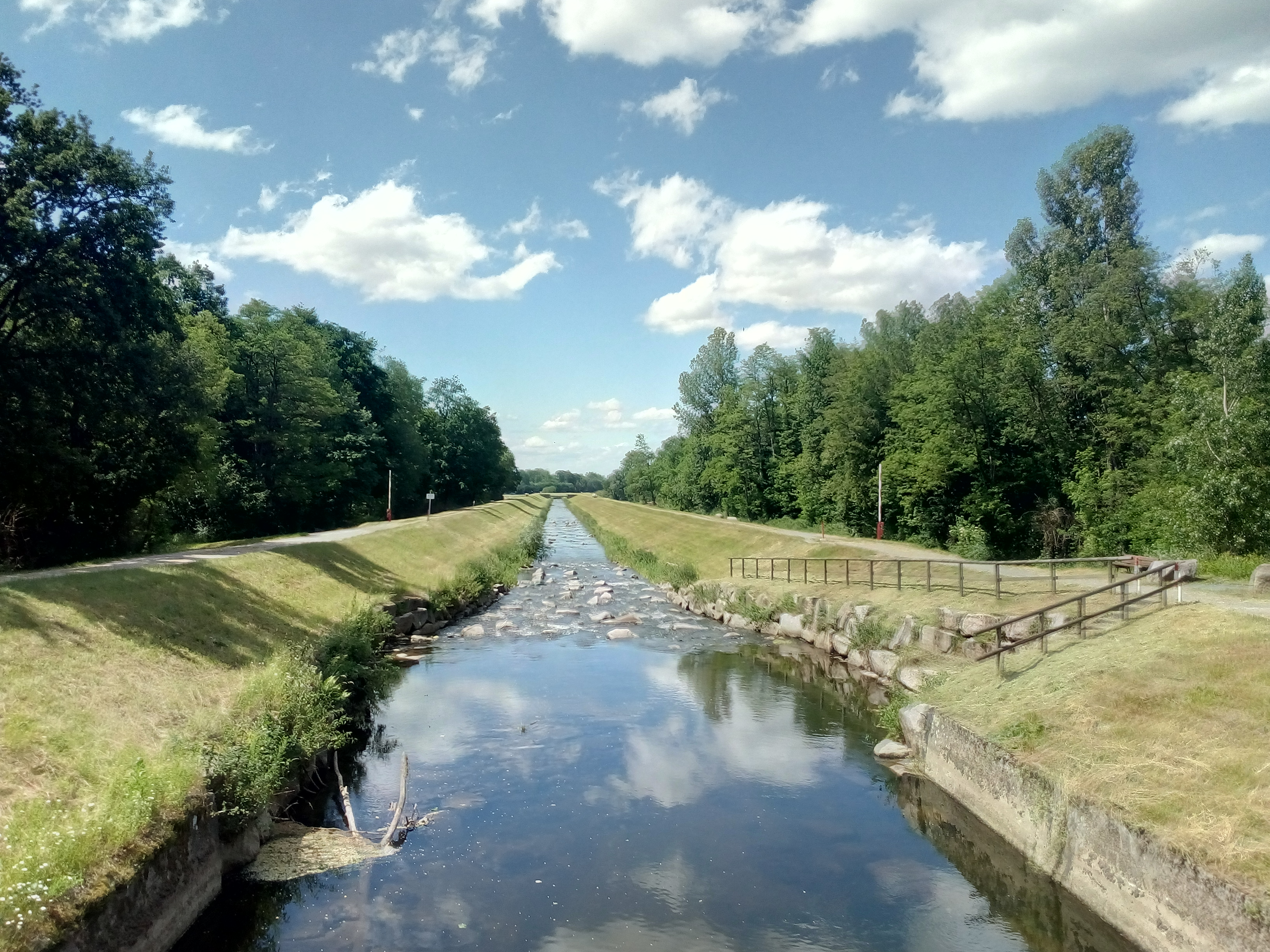
Sohlgleite im Sandbach am Abzweig des Mühlbachs

- Schinlingraben (im Unterlauf Schwarzer Graben), von links auf etwa 122 m ü. NHN im Oberwald östlich von Hügelsheim, 6,7 km und ca. 17,8 km².[LUBW 5]  Entsteht auf etwa 123 m ü. NHN als Abzweig vom Sulzbach (Unterlaufname des Sasbachs) bei den Ruttmatten südöstlich von Leiberstung.
  -  Am rechten Ufer der Baggersee Kieswerk Weitenung auf etwa 123 m ü. NHN, 16,8 ha.
  -  Rechts 2 Teiche beim Wohnplatz Witstung auf etwa 125 m ü. NHN, 0,2 ha.
  - Seegraben, von rechts auf etwa 123 m ü. NHN nördlich des Wohnplatzes Langenunger Hof an der L 80 (Leiberstung–Halberstung), 4,0 km. Entsteht auf etwa 125 m ü. NHN westlich von Weitenung.
  - Abzug, von links auf etwa 122 m ü. NHN an der L 80 im Waldgebiet Distrikt Großes Bruch, 1,3 km. Entsteht auf etwa 122 m ü. NHN östlich der Leiberstunger Baggerseen.
  - Kastaniengraben, von rechts auf etwa 123 m ü. NHN westlich des Wohnplatzes Waldhof, 2,3 km. Entsteht auf etwa 124 m ü. NHN südlich von Halberstung an der Autobahnraststätte Bühl.
  - Neuer Bannwaldgraben, von links auf etwa 122 m ü. NHN am Nordrand des Waldgebiets Distrikt Großes Bruch, 4,9 km. Entsteht auf etwa 123 m ü. NHN bei Leiberstung als Abzweig des Sulzbachs (Unterlaufname des Sasbachs).
    - (Graben im Unteren Wald), von rechts auf etwa 122 m ü. NHN im Norden des Unteren Waldes, 0,3 km. Entsteht auf etwa 123 m ü. NHN im Unteren Wald nördlich von Leiberstung.
    - → (Abgang des Binnengrabens) nach links auf etwa 122 m ü. NHN im Norden des Unteren Waldes, siehe unten.
    -  Durchquert laut AWGN die Leiberstunger Baggerseen auf etwa 122 m ü. NHN, 49,4 ha. Laut Topographischer Karte ist der Neue Bannwaldgraben  südlich der Baggerseen unterbrochen; ein Abfluss ist über den Binnengraben und den namenlosen Graben am Baggerseeufer zum nördlichen Neuen Bannwaldgraben möglich.
    - (Graben am Baggerseeufer), von links auf etwa 122 m ü. NHN beim Gewann Weidenried, 0,7 km. Abzweig vom Binnengraben, siehe unten.
    - → (Abgang des Pfarrgrabens)[LUBW 26], nach links auf etwa 122 m ü. NHN östlich des Gewanns Bruchmatten. Abzweig vom Bruchgraben, siehe unten.Mündung des Bruchgrabens (von links) in den Schinlingraben

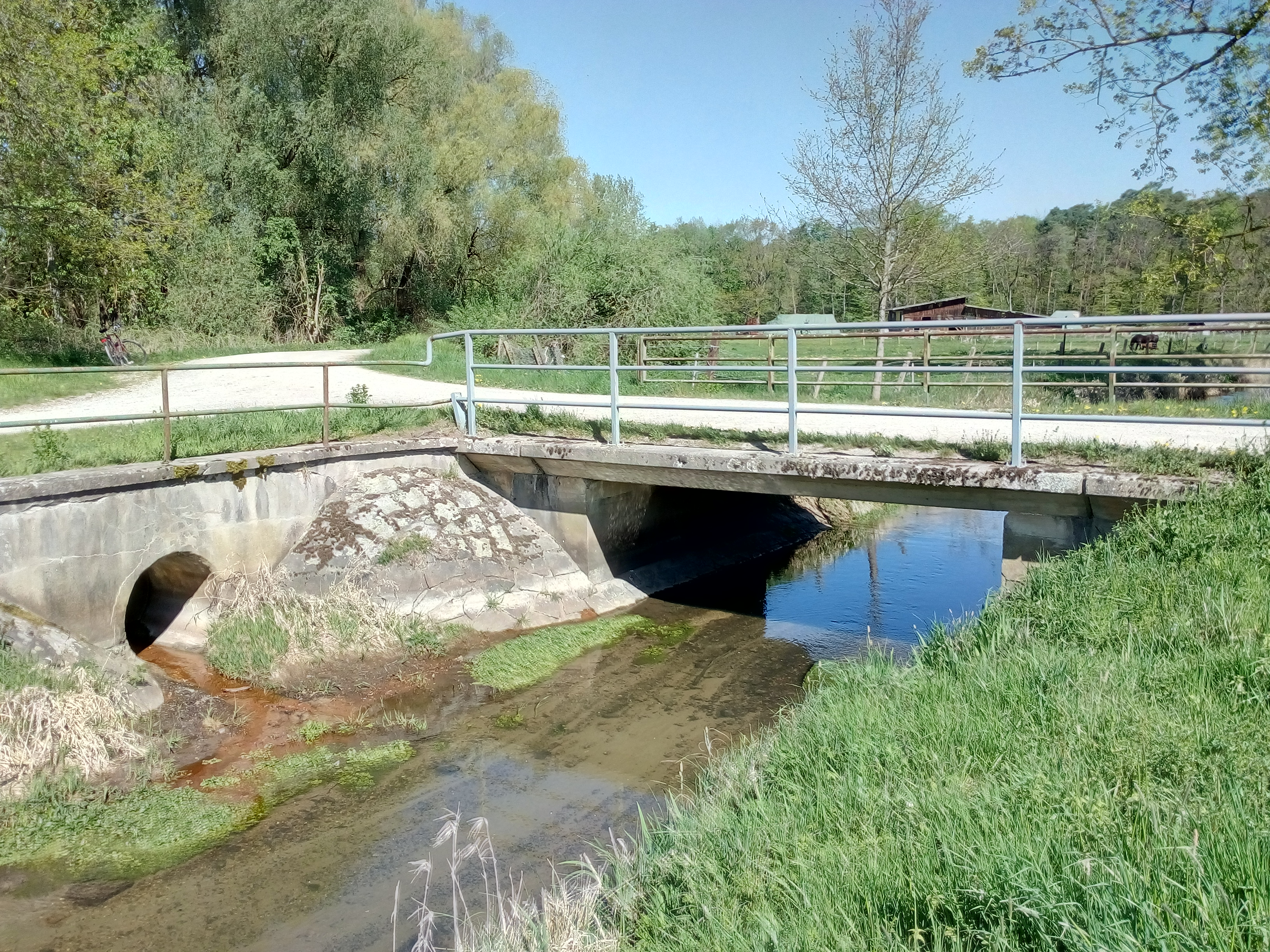
Mündung des Bruchgrabens (von links) in den Schinlingraben

  - Bruchgraben, von links auf etwa 121 m ü. NHN im Norden des Gewanns Bruch, 2,6 km. Entsteht als Abzweig des Binnengrabens, siehe unten.
    - ☓ Kreuzung mit dem Pfarrgraben, auf etwa 122 m ü. NHN.

  - Alter Bannwaldgraben, von links auf etwa 122 m ü. NHN am Rand des Waldgebiets Distrikt Hardtwald, 6,2 km. Entsteht laut AWGN auf etwa 123 m ü. NHN am Sulzbach im Gewann Hartunger Hof. Laut Topographischer Karte ein Abzweig des Grubhurstgrabens, ein Zufluss des Scheidgrabens, der den Bereich zwischen Sulzbach, Laufbach und Hochwasserrückhalteraum Abtsmoor entwässert.
    - Abzug, von rechts auf etwa 122 m ü. NHN südwestlich von Schiftung in den Obermatten, 1,4 km. Entsteht auf etwa 122 m ü. NHN im Gewann Pfarrteile.
      -  Rechts ein Teich in den Riedmatten 122 m ü. NHN, 0,18 ha.
      -  Rechts ein Teich in den Obermatten 125 m ü. NHN, 0,48 ha.

    - → (Abgang des Hardtgrabens), nach links auf etwa 122 m ü. NHN nördlich des Gewanns Mattenplatz, siehe unten.
    - Binnengraben, von rechts auf etwa 122 m ü. NHN nördlich des Gewanns Eckmatt, 1,9 km. Entsteht als Abzweig des Neuen Bannwaldgrabens, siehe oben.
      - → (Abgang des Grabens am Baggerseeufer) nach rechts auf etwa 122 m ü. NHN am Baggerseeufer östlich von Schiftung, siehe oben.
      - → (Abgang des Bruchgrabens), nach rechts auf etwa 122 m ü. NHN an der K 3761 östlich von Schiftung, siehe oben.

    - Pfarrgraben, von rechts auf etwa 121 m ü. NHN östlich des Gewanns Bruchmatten, 0,4 km. Entsteht als Abzweig des Neuen Bannwaldgrabens, siehe oben.
      - ☓ Kreuzung mit dem Bruchgraben, auf etwa 122 m ü. NHN.

  - (Graben vom Rosenhof), von rechts auf etwa 123 m ü. NHN am Rand des Waldgebiets Distrikt Hardtwald, 2,4 km. Entsteht auf etwa 122 m ü. NHN nördlich von Halberstung beim Aussiedlerhof Rosenhof.
    - Abzug, von rechts auf etwa 121 m ü. NHN beim Gewann Binsenplatz, 0,6 km. Entsteht auf etwa 122 m ü. NHN an der Brücke der K 3731 über die Autobahn.
    - (Graben beim Binsenplatz), von links auf etwa 121 m ü. NHN, 0,4 km. Entsteht auf etwa 122 m ü. NHN und verläuft am Rand des Waldgebietes Distrikt Großes Bruch zum Gewann Binsenplatz.
    - (Graben am Oberen Hurst), von rechts auf etwa 122 m ü. NHN nordwestlich des Waldgebiets Distrikt Oberer Hurst, 1,0 km. Entsteht auf etwa 122 m ü. NHN unweit der Autobahnbrücke über den Sandbach.
- Hardtgraben, auch Feldgraben, von links auf etwa 120 m ü. NHN im Oberwald östlich von Hügelsheim, 4,4 km. Entsteht als Abzweig vom Alten Bannwaldgraben, siehe oben. Trockenliegender Graben, 1855 durch weitergehende Entwässerungsmaßnahmen obsolet geworden.[4]

- → (Abgang des Mühlbachs), rechts auf etwa 117 m ü. NHN am Übergang von den Hardtplatten zur Rheinniederung, geht bei Iffezheim über in den Riedkanal, der über den Baggersee Goldkanal in den Rhein mündet.
- ☓ Überquert den Rheinniederungskanal auf etwa 116 m ü. NHN, westlich von Iffezheim bei der Goldbrücke.

Mündung in den Rheinseitengraben genannten Unterlauf der Acher von rechts und Südosten auf etwa 116 m ü. NHN gut 1 km westlich von Iffezheim.

### LUBW
Amtliche Online-Gewässerkarte mit passendem Ausschnitt und den hier benutzten Layern: Lauf und Einzugsgebiet des Sandbachs

Allgemeiner Einstieg ohne Voreinstellungen und Layer: Daten- und Kartendienst der Landesanstalt für Umwelt Baden-Württemberg (LUBW) (Hinweise)
1. ↑  Länge nach dem Layer Gewässernetz (AWGN).
2. ↑  Seefläche nach dem Layer Stehende Gewässer.
3. ↑  Einzugsgebiet abgemessen auf dem Hintergrundlayer Topographische Karte.
4. ↑  Höhe nach dem Höhenlinienbild auf dem Hintergrundlayer Digitale Topographische Karte oder nach dem Digitalen Geländemodell der Online-Gewässerkarte.
5. 1 2 3 4 5 6 7 8 9 10 11 12 13 14 15 16 17 18 19 20 21 22 23  Einzugsgebiet nach dem Layer Basiseinzugsgebiet (AWGN).
6. ↑  Steckbrief HRB Abtsmoor bei der LUBW (abgerufen am 10. September 2019).
7. 1 2 3 4  Einzugsgebiet aufsummiert aus den Teileinzugsgebieten nach dem Layer Basiseinzugsgebiet (AWGN).
8. ↑  Steckbrief HRB 19 bei der LUBW (abgerufen am 10. September 2019).
9. ↑  Steckbrief HRB 20 bei der LUBW (abgerufen am 10. September 2019).
10. ↑  Steckbrief HRB 12 bei der LUBW (abgerufen am 10. September 2019).
11. ↑  Steckbrief HRB 13 bei der LUBW (abgerufen am 10. September 2019).
12. ↑  Steckbrief HRB 8 bei der LUBW (abgerufen am 10. September 2019).
13. ↑  Steckbrief HRB 9 bei der LUBW (abgerufen am 10. September 2019).
14. ↑  Steckbrief HRB 21 – Sandbach bei der LUBW (abgerufen am 10. September 2019).
15. ↑  Steckbrief HRB 1 bei der LUBW (abgerufen am 11. September 2019).
16. ↑  Steckbrief HRB 3 bei der LUBW (abgerufen am 11. September 2019).
17. ↑  Steckbrief HRB 4 bei der LUBW (abgerufen am 11. September 2019).
18. ↑  Steckbrief HRB 7 bei der LUBW (abgerufen am 11. September 2019).
19. ↑  Steckbrief HRB 6 bei der LUBW (abgerufen am 11. September 2019).
20. ↑  Steckbrief HRB 16 bei der LUBW (abgerufen am 11. September 2019).
21. ↑  Steckbrief HRB 5 bei der LUBW (abgerufen am 11. September 2019).
22. ↑  Steckbrief HRB 11 bei der LUBW (abgerufen am 11. September 2019).
23. ↑  Steckbrief HRB 14 bei der LUBW (abgerufen am 11. September 2019).
24. ↑  Steckbrief HRB 15 bei der LUBW (abgerufen am 11. September 2019).
25. ↑  Seefläche abgemessen auf dem Hintergrundlayer Topographische Karte.
26. ↑  Name nach dem Hintergrundlayer Digitale Topographische Karte der Online-Gewässerkarte.

### Andere Belege
1. ↑  HRB 10 Bühl-Eisental beim Zweckverband Hochwasserschutz Raum Baden-Baden/Bühl (abgerufen am 10. September 2019).
2. ↑  Steckbrief Aufg. Steinbruch Waldeneck (Peter'scher Bruch) im Iburg-Wald zwischen Neuweier und Baden-Baden beim Landesamt für Geologie, Rohstoffe und Bergbau (pdf, 879 kB, abgerufen am 11. September 2019).
3. ↑  Steckbrief Aufg. Steinbruch (Bergsee) E von Sinzheim-Vormberg beim Landesamt für Geologie, Rohstoffe und Bergbau (pdf, 936 kB, abgerufen am 12. September 2019).
4. ↑  Ernst Rümmele: Hügelsheim. Geschichte eines Schifferdorfes. Gemeindeverwaltung Hügelsheim, Hügelsheim 1974, S. 191.